# 회전 (기하학)

2차원에서 점 O에 대한 회전

회전(回轉, 영어: rotation) 또는 회전 이동(回轉 移動)은 기하학에서 하나의 점을 중심으로 같은 각도 회전시키는 함수를 가리킨다. 고정점이 있는 아핀 변환이다. 한 고정점을 강체(rigid body)로 가진다고 할 수 있다. 회전은 각도를 가지는데 시계 방향을 음수, 반시계 방향을 양수로 표현한다. 회전 이동은 고정점이 없는 평행 이동이나 고정점의 집합이 초평면인 대칭 이동(반사)과는 다르다.
회전은 수학적으로 사상(map)이다. 고정점을 가지는 모든 회전은 공간에서 회전군이라는 합성으로 군을 이룬다. 하지만 역학이나 물리학에서는 회전의 개념을 좌표 변환으로 받아들인다.

## 용어
회전군은 고정점에 대한 회전의 리군이다. 고정점은 '회전의 중심'이라 하며 대부분의 경우 원점으로 생각한다. 회전군은 군의 작용에서 점이 안정자군이다.
- 회전의 축(axis)은 고정점의 직선이다. n > 2일 때만 존재한다.
- 회전의 평면(plane)은 회전에 대한 불변량인 평면이다. 축과는 다르게 각 점들이 서로 고정되어 있지 않다. 회전축과 회전의 평면은 직교한다.

회전의 표현(representation)은 대수적이나 기하학적으로 회전 사상을 매개변수로 표시(parametrize)하는 형식이다. 군의 표현과는 반대이다.
점들의 아핀 공간이나 벡터 공간에서 회전은 항상 확실히 구별할 수는 없다. 전자는 아핀 회전, 후자는 벡터 회전을 말한다.

## 이차원
이차원에 있어서 회전을 생각할 때 회전각이라는 각도를 결정할 수 있는데, 원점을 중심으로 각 θ만큼 반시계방향 회전했을 때의 θ이다. 회전을 기술하기 위해 행렬과 복소수를 이용한다.

### 선형대수학
회전하는 점 (x, y)를 벡터로 생각해서 각 θ 회전시켜 (x', y')이 되는 것을 행렬의 곱셈으로 다음과 같이 나타낼 수 있다.
{\displaystyle {\begin{bmatrix}x'\\y'\end{bmatrix}}={\begin{bmatrix}\cos \theta &-\sin \theta \\\sin \theta &\cos \theta \end{bmatrix}}{\begin{bmatrix}x\\y\end{bmatrix}}}
즉, 다음과 같다.
{\displaystyle {\begin{aligned}x'&=x\cos \theta -y\sin \theta \\y'&=x\sin \theta +y\cos \theta \end{aligned}}}
두 벡터
{\displaystyle {\begin{bmatrix}x\\y\end{bmatrix}},\quad {\begin{bmatrix}x'\\y'\end{bmatrix}}}
는 같은 크기를 가진다.

### 복소수
평면 상의 점 (x,y)는 복소수
{\displaystyle z=x+iy}
로 표현된다. 각 θ 회전했을 때를 오일러 공식을 써서 전개하면 다음과 같다.
{\displaystyle {\begin{aligned}e^{i\theta }z&=(\cos \theta +i\sin \theta )(x+iy)\\&=(x\cos \theta +iy\cos \theta +ix\sin \theta -y\sin \theta )\\&=(x\cos \theta -y\sin \theta )+i(x\sin \theta +y\cos \theta )\\&=x'+iy'\end{aligned}}}
즉 얻은 결과가 앞과 같다.

## 같이 보기
- 평행 이동
- 대칭 이동 또는 반사